# 方望
方望（？—25年），中国新朝末年武将、政治人物。司隸右扶風平陵县（今陝西省咸陽市）人。出身階層不詳，是为漢朝復興努力的活動家。

## 生平
| 姓名           | 方望                        |
| 時代           | 新朝                        |
| 生卒年         | 生年不詳 - 25年（更始三年） |
| 字・別号       | 〔不詳〕                    |
| 本貫・出身地等 | 司隸右扶風平陵县            |
| 職官           | 軍師〔隗囂〕→丞相〔劉嬰〕   |
| 爵位・号等     | -                           |
| 陣营・所属等   | 隗囂→劉嬰                   |
| 家族・一族     | 弟：方陽                    |

地皇四年（23年）隴右隗囂起兵自立，隗囂派遣使者聘请方望为軍師，方望就任。方望明示漢朝復興大義，進言「神道設教」。隗囂在邑之東面建廟，祭祀高祖（劉邦）、太宗（文帝）、世宗（武帝）。同时，隗囂改元復漢，復漢元年（23年）七月把漢室復興的檄文发布到各郡国。
復漢二年（24年），隗囂被更始帝劉玄招聘到長安，方望以更始帝前途未知，諫止隗囂。隗囂没有听从，方望写信与隗囂決別：
足下将建伊、吕之业，弘不世之功，而大事草创，英雄未集。以望异域之人，疵瑕未露，欲先崇郭隗，想望乐毅，故钦承大旨，顺风不让。将军以至德尊贤，广其谋虑，动有功，发中权，基业已定，大勋方缉。今俊乂并会，羽翮并肩，望无耆考之德，而猥托宾客之上，诚自愧也。虽怀介然之节，欲洁去就之分，诚终不背其本，贰其志也。何则？范蠡收责句践，乘偏舟于五湖；舅犯谢罪文公，亦逡巡于河上。夫以二子之贤，勒铭两国，犹削迹归愆，请命乞身，望之无劳，盖其宜也。望闻乌氏有龙池之山，微径南通，与汉相属，其傍时有奇人，聊及闲暇，广求其真。愿将军勉之。
更始三年（25年）正月，更始政权統治混乱。方望计划擁立王莽废黜的劉嬰（孺子嬰）为天子，以图復興漢朝、说服右扶風安陵人弓林一起行动。把劉嬰从長安迎出，在安定郡臨涇（今甘肃省镇原县）擁立为天子，募兵数千。方望担任劉嬰政权的丞相，弓林任大司馬。
更始帝命自己属下的丞相李松、討難将軍蘇茂、定陶王劉祉前去討伐，劉嬰、方望、弓林战死、劉嬰政权滅亡。
方望之弟方陽怨恨更始帝杀死方望，在弘農郡華陰迎接赤眉軍，向赤眉軍進言拥立宗室天子。

## 注
1. ↑  明确担任「軍師」的人物，方望是中国历史上首次出现的军师。《後漢書》人物中其他明确为「軍師」地位的人物还有：韩歆（鄧禹属下，《後漢書》鄧禹传）、皇甫文（高峻属下，《後漢書》寇恂传）二人。